# リロングウェ県
リロングウェ県（リロングウェけん、英語: Lilongwe District）はマラウイ中部州に属する県（District）のひとつ。県庁所在地は同国首都でもあるリロングウェ。人口は約190万人（2008年国勢調査）で28県中最も多い。

## 下位区分
人口は2008年国勢調査より。
- リロングウェ市（Lilongwe City）：674,448人
  - 58のエリア（Area）に分かれる。
- TA Chadza：112,230人
- TA Chimutu：90,027人
- TA Chiseka：229,184人
- STA Chitekwele：37,660人
- TA Chitukula：28,959人
- TA Kabudula：111,791人
- TA Kalolo：141,624人
- TA Kalumba：23,206人
- TA Kalumbu：57,997人
- TA Khongoni：100,304人
- TA Malili：90,809人
- TA Mazengera：95,958人
- STA Mtema：48,088人
- STA Njewa：31,731人
- STA Tsabango：31,266人

頭文字はTA（Traditional Authority）、STA（Sub-Traditional Authority）の略称である。

### 主な都市
- リロングウェ（Lilongwe City）
- ルンバジ (Lumbadzi)
- リクニ (Likuni)
- ミトゥンドゥ (Mitundu)
- ブンダ (Bunda)
- ナテンジェ（英語版）
- ンコマ（英語版）
- ナミテテ（英語版）